# 埃倫·約卓
埃倫·約卓（英語：Alan Judge；1988年11月11日—）是一位愛爾蘭足球運動員。在場上的位置是中場。他現在效力於英冠球隊葉士域治，曾效力於賓福特足球會。他也曾代表愛爾蘭國青隊參賽。